# Championnat de Jamaïque de football 2019-2020
Navigation
Saison précédente Saison suivante
La saison 2019-2020 du Championnat de Jamaïque de football est la quarante-sixième édition de la première division en Jamaïque, la National Premier League. Elle rassemble les douze meilleures équipes du pays au sein d'une poule unique où ils jouent à trois reprises les uns contre les autres. À l’issue de cette phase régulière, les six premiers s’affrontent lors de la phase finale pour le titre tandis que les deux derniers sont relégués en ligues régionales.
Cependant, la pandémie de Covid-19 bouscule la tenue de la compétition qui est suspendue le 12 mars 2020,, à l'issue de la vingt-neuvième journée, avant d'être complètement abandonnée le 15 mai lorsqu'elle est déclarée nulle.

## Organisation
Le championnat se déroule en deux phases. 
La première phase rassemble les douze clubs du championnat en une poule unique. Chaque équipe rencontre les onze autres à deux reprises, une fois à domicile et une fois à l'extérieur. Dans un deuxième temps, chacune des équipes rencontre une autre fois les onze autres, l'emplacement du match étant tiré au sort.
La deuxième phase regroupe les six premières équipes de la première phase. Il s'agit d'un tableau à élimination directe. Les deux premières équipes sont directement qualifiées pour les demi-finales. Les quatre autres se rencontrant entre elles lors des quarts de finale. 

## Participants
Douze équipes disputent le championnat de la Jamaïque.
| \| Kingston: Arnett Gardens Cavalier FC Harbour View Molynes United Tivoli Gardens Waterhouse FC Dunbeholden Humble Lions Mount Pleasant Portmore UWI Vere Kingston \| Localisation des clubs. |
| Kingston: Arnett Gardens Cavalier FC Harbour View Molynes United Tivoli Gardens Waterhouse FC Dunbeholden Humble Lions Mount Pleasant Portmore UWI Vere Kingston                               |

| Équipe          | Stade                          | Capacité | Ville           |
| Arnett Gardens  | Complexe Tony Spaulding Sports | 7 000    | Kingston        |
| Cavalier FC     | Stade East Field               | 3 000    | Kingston        |
| Dunbeholden FC  | Prison Oval                    | 2 000    | Spanish Town    |
| Harbour View    | Stade Harbour View             | 7 000    | Kingston        |
| Humble Lions    | Stade The Effortville          | 3 000    | May Pen         |
| Molynes United  | Parc Jacisera                  | -        | Kingston        |
| Mount Pleasant  | Complexe Drax Hall             | 2 000    | Saint Ann's Bay |
| Portmore United | Prison Oval                    | 2 000    | Portmore        |
| Tivoli Gardens  | Railway Oval                   | 5 000    | Kingston        |
| UWI Pelicans FC | UWI Bowl                       | 3 000    | Mona            |
| Vere United     | Wembley Centre of Excellence   | 1 000    | Hayes           |
| Waterhouse FC   | Stade Waterhouse               | 5 000    | Kingston        |

## Compétition

### Première phase
| Rang | Équipe            | Pts | J  | G  | N  | P  | Bp | Bc | Diff |
| ---- | ----------------- | --- | -- | -- | -- | -- | -- | -- | ---- |
| 1    | Waterhouse FC     | 54  | 29 | 15 | 9  | 5  | 50 | 27 | +23  |
| 2    | Mount Pleasant FA | 53  | 29 | 16 | 5  | 8  | 43 | 22 | +21  |
| 3    | Portmore United T | 46  | 28 | 14 | 4  | 10 | 38 | 28 | +10  |
| 4    | Humble Lions      | 46  | 28 | 12 | 10 | 6  | 30 | 23 | +7   |
| 5    | Tivoli Gardens    | 43  | 29 | 12 | 7  | 10 | 39 | 34 | +5   |
| 6    | Dunbeholden FC    | 43  | 29 | 12 | 7  | 10 | 34 | 30 | +4   |
| 7    | Arnett Gardens FC | 42  | 29 | 11 | 9  | 9  | 40 | 42 | -2   |
| 8    | Cavalier FC       | 39  | 29 | 10 | 9  | 10 | 41 | 33 | +8   |
| 9    | Harbour View      | 39  | 29 | 10 | 9  | 10 | 29 | 35 | -6   |
| 10   | Molynes United P  | 29  | 29 | 8  | 5  | 16 | 30 | 47 | -17  |
| 11   | UWI Pelicans FC   | 18  | 29 | 2  | 12 | 15 | 26 | 51 | -25  |
| 12   | Vere United P     | 18  | 29 | 2  | 12 | 15 | 19 | 47 | -28  |

|  | Qualification pour les demi-finales de la phase finale |
|  | Qualification pour les quarts de finale                |
|  | Relégation directe en deuxième division                |
|  | T : Tenant du titre P : Promu de deuxième division     |

## Bilan de la saison
| Championnat de Jamaïque de football 2019-2020                        |                   |
| Champion                                                             | Titre non décerné |
| Qualifications continentales                                         |                   |
| Championnat des clubs caribéens de la CONCACAF 2021                  | Aucun inscrit     |
| Promotions et relégations                                            |                   |
| Promus en National Premier League                                    | Aucune promotion  |
| Relégués en Championnat de Jamaïque de football de deuxième division | Aucune relégation |